# Партимент
Партиме́нт (итал. partimento, от итал. parte часть, голос [многоголосной фактуры]) — упражнение по гармонизации баса (= басового голоса многоголосной фактуры), распространённое в Италии во второй половине XVIII и в начале XIX веков. Партименты, обобщавшие типичные в мажорно-минорной тональности басовые ходы (автентические и плагальные каденции, кварто-квинтовые секвенции, нисходящий хроматический ход, восходящий и нисходящий октавные диатонические звукоряды и т.п.), использовались для развития гармонического слуха и навыка импровизированной полифонии в обучении преимущественно клавишников (клавесинистов, органистов, пианистов) и композиторов.

## Краткая характеристика
Партимент представляет собой нотированный бас с цифровкой на манер техники basso continuo, либо без всякой цифровки (её заменяли словесные инструкции педагога). Обычный партимент не превышал 15 нот, а самые короткие басовые фразы (как правило, каденции) насчитывали 3-4 ноты. Цифровка как таковая свидетельствует о трактовке итальянскими педагогами аккордов современной им гармонической тональности как интервальных комплексов (конкордов). Функциональная же связь аккордов, которая в XVIII веке окончательно установилась на основе акустически наиболее сильных интервалов (квинты и кварты), продолжала по старинке описываться итальянцами как линеарный «контрапункт». 
Известные итальянские композиторы и музыковеды XVIII века в процессе музыкального образования использовали партименты в качестве дидактического пособия для развития навыков слышания (тональной) гармонии и импровизации, в том числе, полифонической. Среди них неаполитанец Франческо Дуранте и его ученики Джованни Паизиелло и Феделе Фенароли, Джованни Баттиста Перголези, Доменико Чимароза. Известно, что по сборникам партиментов гармонию осваивали ещё в первой половине XIX века, по ним учились Винченцо Беллини, Гаэтано Доницетти, Джоаккино Россини и др.
В начале XXI века западные музыковеды вспомнили о старинных партиментах, а европейские преподаватели музыкально-теоретических дисциплин ныне активно внедряют их в процесс обучения студентов (главным образом, композиторов и теоретиков).

## Оригинальные учебные пособия
- Carlo Cotumacci. Regole e principii di sonare e [75] lezioni di partimenti. Napoli, 1751 (рукопись).
- Francesco Durante. Regole di partimenti numerati e diminuiti. Napoli, 1761, 1769, 1797 (рукопись, в трёх редакциях; партименты Дуранте частично изданы в сб.: Fellerer K.G. Der Partimento-Spieler. Leipzig, 1940).
- Fedele Fenaroli. Regole musicali per i principianti di cembalo. Napoli, 1775.
- Giovanni Paisiello. Regole per bene accompagnare il partimento o sia il basso fondamentale sopra il cembalo (S. Pietroburgo, 1782), hrsg. v. Ludwig Holtmeier, Johannes Menke und Felix Diergarten. Wilhelmshaven: Florian Noetzel Verlag, 2008. ISBN 978-3-7959-0905-5.
- Fedele Fenaroli. Partimenti ossia Basso numerato opera, a cura di Emanuele Imbimbo. Paris, 1814; репринт Bologna, 1978. Книга представляет собой 2-ю расширенную редакцию «Regole» Фенароли.
- Giacomo Tritto. Partimenti e regole generali per conoscere qual numerica dar si deve ai vari movimenti del basso. Milano, 1816.

## Bнешние ссылки
- Introduction to Partimenti on the website of Prof. Robert Gjerdingen Архивная копия от 15 января 2016 на Wayback Machine
- The Uppsala Partimento Database, UUPart. Compiled and edited by Peter van Tour. Launched 2015, Uppsala Архивная копия от 22 июня 2019 на Wayback Machine
- The partimenti of Alessandro Scarlatti (D-Hs M/A 251)